# Louis Blanc (Métro Paris)

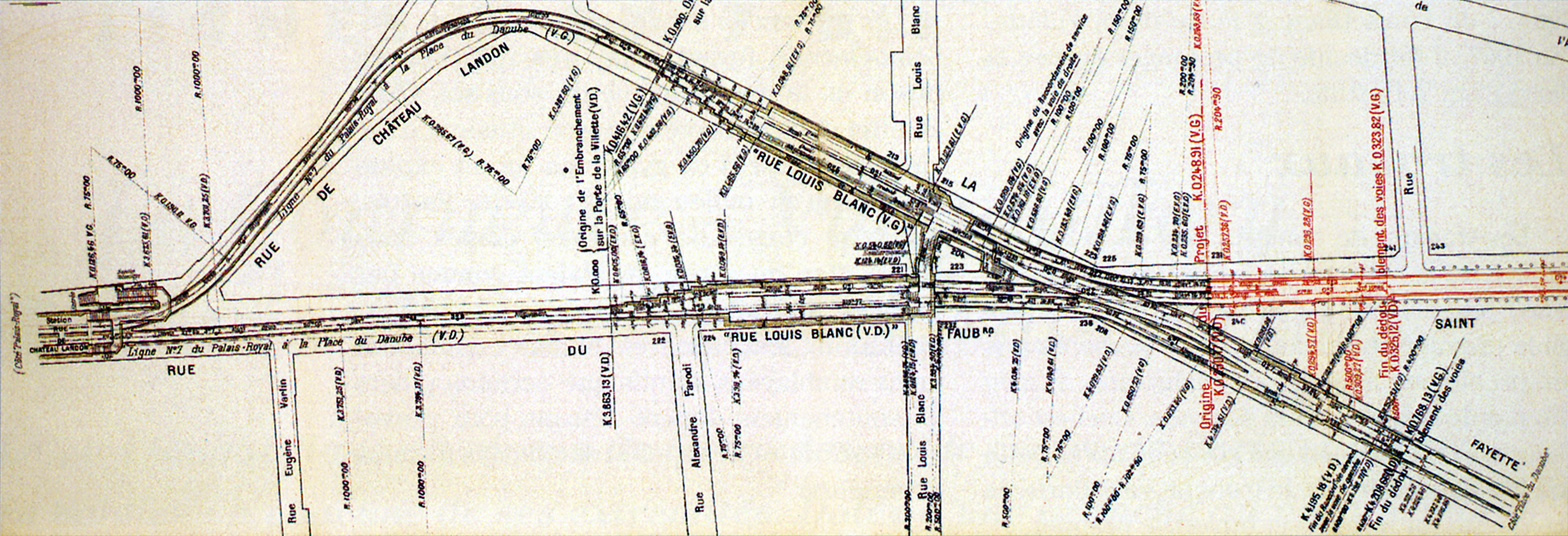
Plan des U-Bahnhofs mit seinen beiden Stationen, Norden ist rechts oben

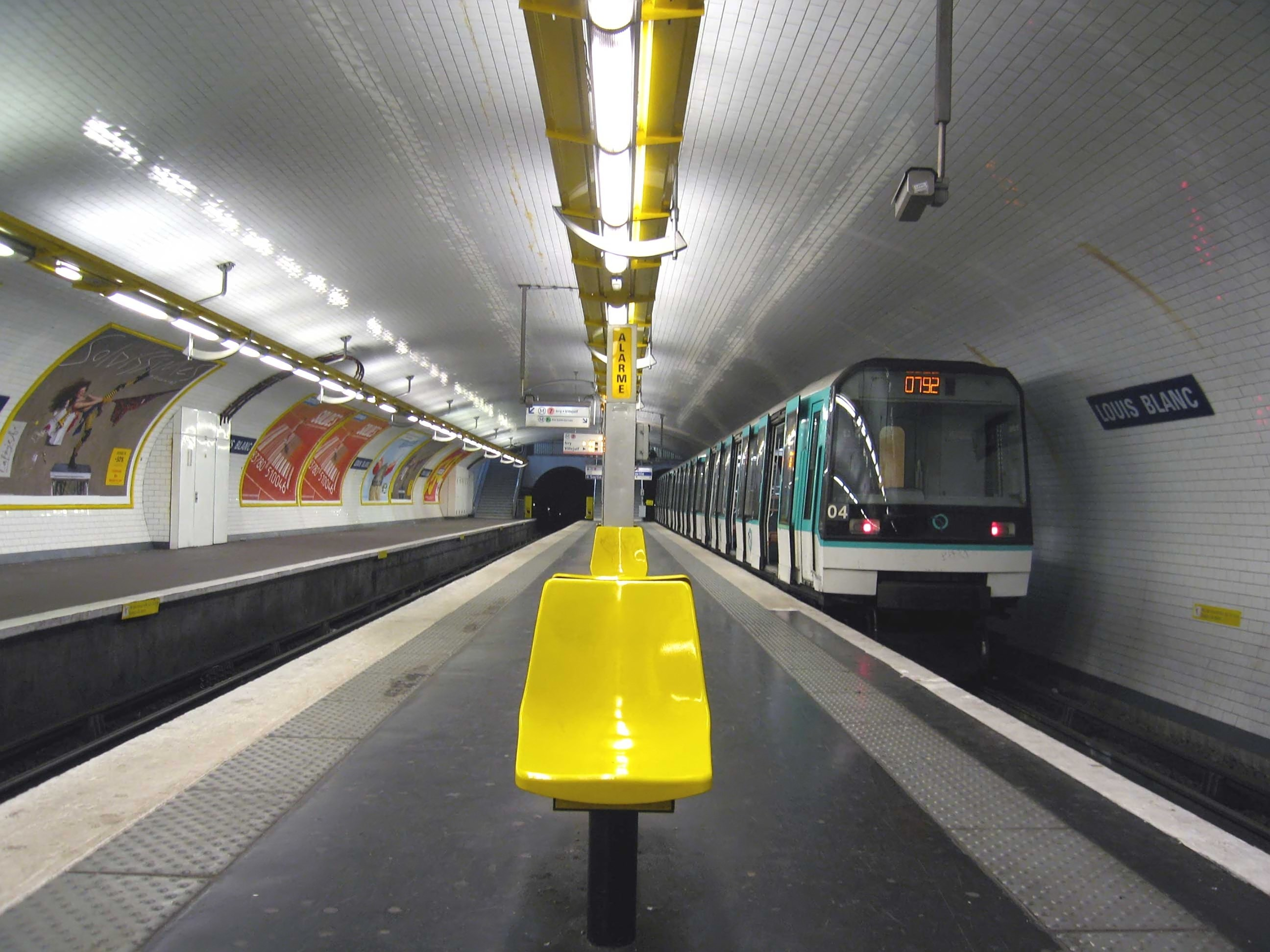
Westliche Station „Louis Blanc supérieur“ mit MF-88-Zug der Linie 7bis auf dem östlichen Gleis

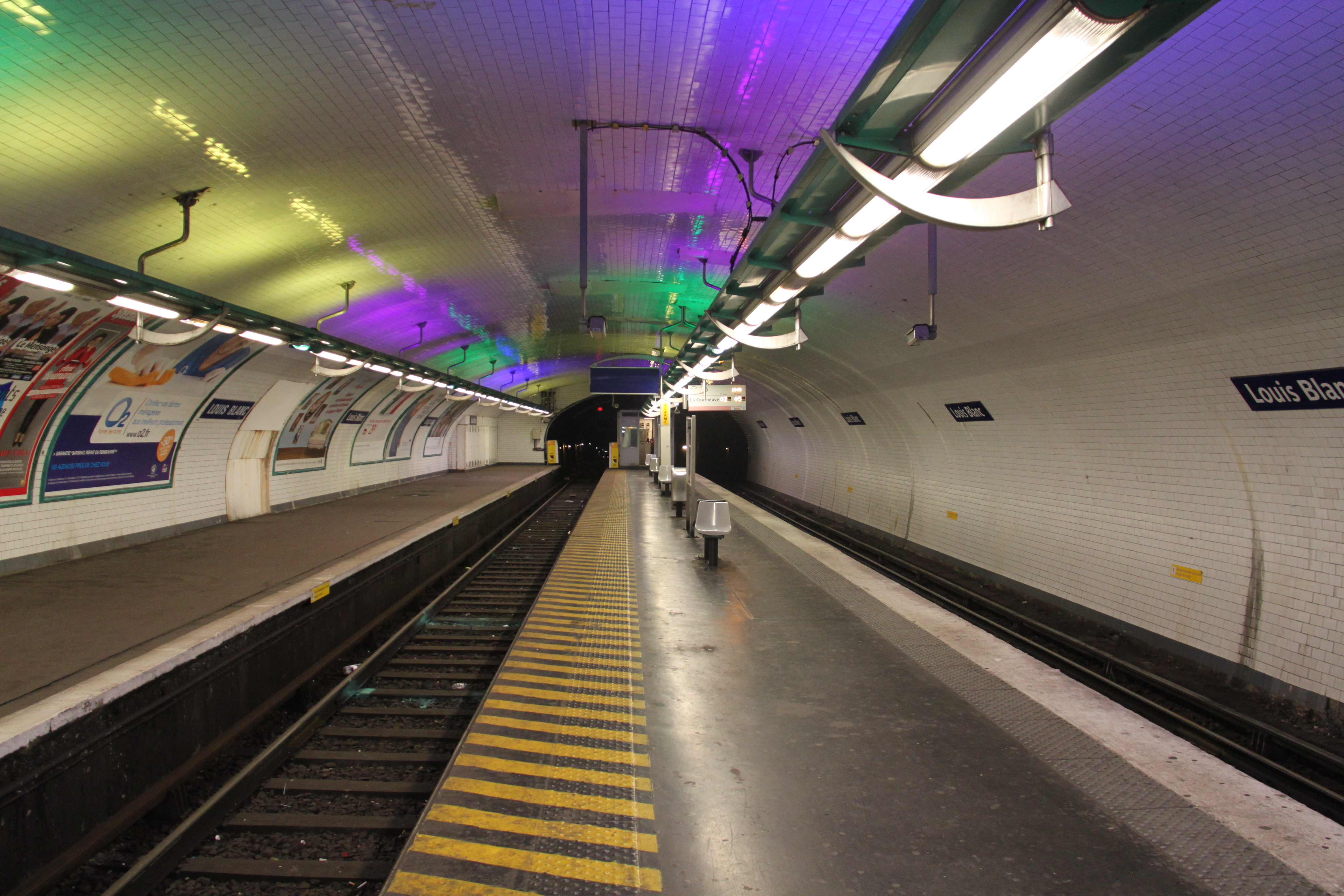
Östliche Station „Louis Blanc inférieur“, Blickrichtung Süden

Louis Blanc [lwi blɑ̃] ist ein unterirdischer Umsteigebahnhof der Pariser Métro. Er wird von den Linien 7 und 7bis bedient.

## Lage
Der zwei Stationen umfassende U-Bahnhof befindet sich an der Grenze des Quartier de l’Hôpital-Saint-Louis mit dem Quartier Saint-Vincent-de-Paul im 10. Arrondissement von Paris. Die westliche Station liegt längs unter der Rue La Fayette, die östliche unter der Rue du Faubourg Saint-Martin.

## Name
Namengebend ist die dort kreuzende Rue Louis Blanc. Der Politiker und Historiker Jean-Joseph-Charles-Louis Blanc (1811–1882) war 1848 Mitglied der provisorischen Regierung. Sein Werk Organisation du travail von 1839 war Anregung für die Gründung der Sozialistischen Partei. Von 1848 bis 1870 lebte er in London im Exil.

## Geschichte
Am 5. November 1910 ging der erste Abschnitt der Linie 7 von Opéra bis Porte de la Villette in Betrieb. Der U-Bahnhof Louis Blanc wurde am 23. November 1910 eröffnet, bis dahin fuhren die Züge ohne Halt durch.
Die Zweigstrecke der Linie 7 von Louis Blanc nach Pré-Saint-Gervais wurde am 18. Januar 1911 in Betrieb genommen und zunächst autonom betrieben. Nach wenigen Monaten wurde der Betrieb dahingehend umgestellt, dass die Züge der Linie 7 von Opéra bis Louis Blanc, und von dort abwechselnd auf den beiden Streckenästen nach Pré-Saint-Gervais bzw. Porte de la Villette verkehrten. Diese Betriebsform hielt sich bis zum 3. Dezember 1967. Ab jenem Tag wurde die Strecke nach Pré-Saint-Gervais – wegen des weit höheren Fahrgastaufkommens auf dem anderen Ast – wieder separat betrieben und erhielt die aktuelle Linienbezeichnung 7bis. Louis Blanc wurde somit vom Trennungs- zum Umsteigebahnhof.

## Beschreibung
Der U-Bahnhof besteht aus zwei getrennten Stationen, die durch einen Fußgängertunnel an ihren Nordköpfen miteinander verbunden sind. Sie liegen wie zwei Klingen einer leicht geöffneten Schere zueinander, wobei das anschließende Kreuzungsbauwerk deren Gelenk entspricht. Beide Stationen sind 75 m lang und liegen unter elliptischen, weiß gefliesten Gewölben. Abweichend von der Norm weisen sie an zwei Gleisen jeweils einen Seiten- und einen Mittelbahnsteig auf. Die beiden Seitenbahnsteige werden aktuell nicht genutzt.
Die westliche Station „Louis Blanc supérieur“ dient den Zügen der Linie 7 in Richtung der südlichen Endpunkte Villejuif – Louis Aragon und Mairie d’Ivry. Zudem enden dort die ankommenden Züge der Linie 7bis, die Fahrgäste können über den Mittelbahnsteig zur Linie 7 umsteigen. An der östlichen Station „Louis Blanc inférieur“ halten die Züge der Linie 7 in Richtung La Courneuve – 8 Mai 1945.
Um die letztgenannte Station zu erreichen, änderten ursprünglich die in „Louis Blanc supérieur“ angekommenen Züge der Linie 7bis die Fahrtrichtung und erreichten über ein Betriebsgleis das Streckengleis in Richtung Pré-Saint-Gervais. Dort kehrten sie erneut und fuhren auf das östliche Gleis der Station „Louis Blanc inférieur“ ein. Fahrgäste konnten somit auch dort quer über den Bahnsteig den Zug wechseln. Seit einigen Jahren wird dieses Manöver wegen technischer Unzuverlässigkeiten der neuen Züge nicht mehr durchgeführt. Die Züge der Linie 7bis fahren nunmehr von ihrem Ankunftsgleis in der Station „Louis Blanc supérieur“ auch wieder ab. Das östliche Gleis der Station „Louis Blanc inférieur“ wird im Normalbetrieb nicht mehr benutzt.
Nördlich des U-Bahnhofs unterquert das Gleis Richtung La Courneuve – 8 Mai 1945 der Linie 7 das Streckengleis von Pré-Saint-Gervais sowie das o. g. Betriebsgleis „Z“ der Linie 7bis. Südlich der Stationen vereinigen sich die Gleise der beiden Linien, an der folgenden Station Château-Landon treffen die beiden eingleisigen Tunnel wieder aufeinander.
Der einzige Zugang ist im Original erhalten und steht seit 1978 unter Denkmalschutz. Hector Guimard gestaltete den Typ im Jahr 1900 im Stil des Art Nouveau.

## Fahrzeuge
Auf der Linie 7 verkehren konventionelle Fünf-Wagen-Züge der Baureihe MF 77. Zwischen 1971 und 1979 liefen dort Züge der Baureihe MF 67, davor solche der Bauart Sprague-Thomson.
Im Juli 1980 wurden die bis dahin auf der Linie 7bis verkehrenden Sprague-Thomson-Züge, die dort zuletzt nur mit vier Wagen verkehrten, innerhalb weniger Wochen durch solche der Baureihe MF 67 ersetzt. Die MF 67 „F“ liefen zunächst in der klassischen Konfiguration als Fünf-Wagen-Züge und wurden später durch Vier-Wagen-Züge der Bauserie „E“ abgelöst. Seit Januar 1994 ist die kurze Linie 7bis die einzige im Netz der Pariser Métro, die – nach einer Übergangszeit bis zum 30. Dezember 1994 ausschließlich – von der nur neun Drei-Wagen-Züge umfassenden Baureihe MF 88 befahren wird.